# Yeoui-dong, Jeonju
Yeoui-dong (koreanska: 여의동) är en stadsdel i staden Jeonju i provinsen Norra Jeolla, i den centrala delen av Sydkorea, 190 km söder om huvudstaden Seoul. Den ligger i stadsdistriktet Deokjin-gu.
Den bytte 1 oktober 2019 namn från Dongsan-dong (동산동) till det nuvarande namnet.